# Мороко Юрій Миколайович
Ю́рій Микола́йович Моро́ко (нар. 6 травня 1953) — народний депутат України 6-го і 8-го скликань.

## Життєпис
Народився 6 травня 1953 року в Сумській області; одружений; має двох синів.

### Освіта
Харківський інженерно-економічний інститут; Краматорський індустріальний інститут.
Народний депутат України 6-го скликання з листопада 2007 до грудня 2012 від Партії регіонів, № 153 в списку. На час виборів: генеральний директор ТОВ «ММДС-Україна», безпартійний. Член фракції Партії регіонів (з листопада 2007). Член Комітету з питань транспорту і зв'язку (з грудня 2007).
Працював: помічник майстра, майстер, старший майстер, начальник виробництва ЗАТ «Новокраматорський машинобудівний завод»; завідувач відділу економічного розвитку, заступник голови виконкому Краматорської міськради народних депутатів, директор інженерно центру «Техпром», заступник директора з економіки ІРЦ «СКЕТ», директор ТРК «СКЕТ», генеральний директор телекомунікаційної компанії «ММДС-Україна».
18 січня 2018 року був одним з 36 депутатів, що голосували проти Закону про визнання українського сувернітету над окупованими територіями Донецької та Луганської областей.

## Нагороди
Орден «За заслуги» III ступеня (серпень 2011).